# Tewfik Farès
Tewfik Farès (ALA-LC: tawfiq faris) (en árabe: 'توفيق فارس'‎)‎; (1 de julio de 1937 (87 años); Bordj Bou Arreridj, Argelia) es un actor, director, guionista, y productor cinematográfico de nacionalidad argelina.
En enero de 2010, fue honrado como oficial de la Orden de las Artes y las Letras.

## Biografía
Tewfik Farès es originario argelino, de Cabilia, creció en Argel donde realizó sus estudios secundarios; y, terminaría en Francia, en el Liceo Carnot de París; y, en el Liceo Hoche de Versalles. Muy temprano, mientras todavía estaba en la Escuela media Ben Aknoun en Argel, es el cine, lo que le fascinaba y donde quisiese hacer su trabajo. Asistió al club de cine de la escuela secundaria hasta el año de bachillerato. Participó de huelgas estudiantiles decretadas por el FLN. Luego se unió al RTF (1955) que reclutaba a jóvenes para camarógrafos; y se capacita en el trabajo. Participó en el rodaje de varias películas producidas en previsión del lanzamiento de la futura televisión en Argelia. Pero deja muy rápidamente el RTF y Argel en París con la intención de hacer cine; ya con 19 años.
Cuando pasa su bachillerato, es admitido en clase preparatoria para el IDHEC (Instituto de Estudios Avanzados de Cine) en Liceo Voltaire. Pero se va muy rápido a la escuela de estudios de Letras e Historia en la Sorbona. Apasionado por la literatura, comenzó a escribir a la edad de 15 años.
En 1962 apareció Le dernier chant ("El último canto')', publicado por Maurice Nadeau en su famosa colección  Les lettres nouvelles  de Julliard. Él tiene 25 años.
En 1963, en París, participó en la creación de "Actualidades cinematográficas argelinas", siendo responsable de publicar en periódicos y redactar comentarios. Colabora con todos los primeros documentales producidos por Argelia y con producciones francesas. Fue en este momento que Lakhdar-Hamina le pidió que escribiera el guion para el "Viento del Aurès". La película se distinguirá en Cannes por el Premio de la Primera Obra en 1967 y en Moscú por el Premio al Mejor Guion el mismo año.
En 1965, dejó las Actualidades Cinematográficas . Escribió y dirigió su primera película de ficción, Jusqu’au soir où la ligne des jours… ("Hasta la noche donde la línea de los días ...") con Jean Négroni en el papel principal. Este cortometraje de 26 minutos fue galardonado con la mención de calidad del Centro Nacional de Cinematografía en 1966.
Colabora en numerosas producciones argelinas y francesas para el guion o los textos: documentales o dramas televisivos.
En 1969, escribe y dirige su primer largometraje, Les Hors-la-loi (Los Fuera de la ley), una historia de bandidos de honor en Cabilia que gana un gran éxito popular.
Firma el texto y la puesta en escena de un espectáculo de luz y sonido en las ruinas romanas de Timgad,  Timgad ,  La braise sous la cendre (Las brasas bajo las cenizas) (1969) y dirige dos telefilmes para televisión en Argelia Le Retour (El retorno) y Génération de la guerre (Generación de la guerra.) En 1971, colaboró de nuevo con Lakhdar-Hamina en el guion original, la adaptación y los diálogos de Chronique des années de braises ("Crónica de los años de brasas). La película fue coronada con la Palma de Oro en Cannes en 1975.
Un año más tarde, se interesó en la televisión y creó el programa "Mosaic", un programa de 90 min transmitido cada domingo en FR3 desde el 2 de enero de 1977, que produjo y dirigió hasta 1987, que lo alejará del cine. Produciría casi 1000 h de programas, expresión de la inmigración en Francia.
Publica una colección de poemas, "Huellas del silencio" (Éditions de l'Harmattan 1987-reimpresión en 1997) Colabora en shows como  Animalia  (A2). Produce y dirige la serie "Nuits du Ramadan" (A2), y muchos documentales, como: "El Abbé Pierre o la ira del amor" (65 min - TF1), "Jean-Paul". II  (Retrato del Papa - 90 min - TF1), "Los años de Reagan" (52 min - TF1), "Las luces de la zona" (52 min - Arte), o secuencias de la Revista Europea "Alice" (FR3) sobre artistas franceses.
En 1998, creó la serie documental  Opération Télécité , que permite a los hombres y mujeres jóvenes de los barrios expresarse en televisión, en France 3 Paris y France 3 Lille. La serie finaliza a fines de 2003, después de casi cinco años en los que se realizaron 210 documentales de 26 minutos en colaboración con más de treinta equipos de jóvenes de entre 15 y 22 años creados y entrenados en la región de París, el Centro, Nord Pas-de-Calais y Normandía.
En 2003, produjo y dirigió  L’adieu au charbon (El adiós al carbón", un documental de 52 minutos sobre el final de las minas de Lorena (Coproduction Sentinel Productions / France 3 Lorraine Champagne Ardennes).
En 2009, coescribirá los comentarios del filme Home de Yann-Arthus Bertrand.

## Filmografía

### Guionista
- 1966 : …Jusqu'au soir ou La ligne des jours… (cortometraje)
- 1967 : Le Vent dans les Aurès
- 1969 : Les Hors-la-loi
- 1975 : Chronique des années de braise
- 2009 : Home

### Dirección
- 1966 : …Jusqu'au soir ou La ligne des jours… (... Hasta la tarde o La línea de días ...) (cortometraje)
- 1969 : Les Hors-la-loi[6]
- 1971 : Le Retour
- 1971 : Génération de guerre

## Otras fuentes
- Binet, Stéphanie (27 de marzo de 2008). «Portrait : Son kif dans le PAF» [Retrato: Su kif en el PAF]. Libération (en francés) (8364): 32. Archivado desde el original el 1 de julio de 2013. Consultado el 15 de noviembre de 2017..